# Veszprémy Dezső
Veszprémy Dezső (Sajószentandrás, 1871. március 1. – Szeged, 1924. május 24.) magyar orvos, kórboncnok, egyetemi tanár.

## Életpályája
Apja, dr. Veszprémy Ferenc a kolozsvári orvossebészeti tanintézet neveltje volt, majd jó nevű gyakorlóorvos. Korán elvesztette apját, ezért édesanyja gondoskodott neveléséről. Désen, majd Kolozsváron a református főgimnáziumban tanult. Orvosi oklevelét Kolozsvárott szerezte meg. 1895-ben ugyanott a belklinikán gyakornok, 1897-ben a Kórbonctani Intézetben Buday Kálmán mellett volt tanársegéd. Tanársegédként hat hónapot töltött Németország és Ausztria egyetemein állami ösztöndíjasként. Tübingenben Baumgartennél töltött egy hónapot. Freiburgban Ziegler tanár mellett időzött legtovább és befejezte első periarteriitis dolgozatát, amit a professzor elkért nagy tekintélyű folyóirata számára. Ez idő alatt a német tudományos körökben is ismertségre és megbecsültségre tett szert. Hazatértét követően gerincagyi és más agyi megbetegedésekkel foglalkozott. 1903-ban magántanári képesítést szerzett kórszövettanból. 1904-ben adjunktus lett. 1911-ben rendkívüli tanári címmel tüntették ki. 1914-től előbb a kolozsvári, majd a szegedi Ferenc József Tudományegyetemen a kórbonctan nyilvános rendes tanára és az egyetemi kórbonctani és kórszövettani intézetének igazgatója volt. 1923–1924-ben a szegedi egyetem rektora.

## Kutatási területe
Legfontosabb kutatási területei a myeloid leukaemia és az encephalitis haemorrhagica kórbonctana. 
Buday Kálmán kórbonctani tankönyvében (Bp., 1914) a jóindulatú daganatokról és az idegrendszer betegségeiről szóló fejezeteket írta. 
Dolgozatai a kórbonctan, a kórszövettan és bakteriológia fontosabb kérdéseivel, a gümőbacilusok virulenciájának kísérletes vizsgálataival, a központi idegrendszer betegségeivel, az üszkös gyulladások bakteriológiájával foglalkoznak. 

## Családja
Felesége Papp Mária (Nagyszeben, 1884. december 9. – Budapest, 1957. december 20.) volt, akivel 1910-ben Kolozsváron kötött házasságot. Két gyermekük született, Dezső és Magda.